# A II. világháború repülőgépei
A II. világháború repülőgépei a brit Kenneth Munson író által írt típuskönyv, amelyben a második világháború harci repülőgépei vannak fontossági és ábécésorrendben feltüntetve.

## A könyv
A könyv Nagy-Britanniában 1972-ben jelent meg először, Kenneth Munson, több harci repülőgépekről szóló könyv szerzőjének sokévi kutatása után. 1994-re több mint 17 nyelvre fordították le a könyvet, majd ebben az évben megjelent a Műszaki Könyvkiadó kiadásában Magyarországon is. A könyv 405 oldalas, több mint 350, addig főleg ismeretlen fénykép díszítette a könyvet. A könyv angol és német nyelvű kiadása hozta a szerző számára a legnagyobb sikert. A magyar kiadást Sersovszky László fordította és Szabó Miklós hadtörténész ellenőrizte. A könyvben a második világháború összes hadviselő államainak a legtöbb ismert és ismeretlen repülőgépe szerepel, köztük a Supermarine Spitfire, a B–17 repülőerőd, a Messerschmitt Bf 109 vagy a Zeró és a Mitsubishi G3M japán gépek.

### Magyar kiadásai
- A II. világháború repülőgépei. A hadviselő felek valamennyi repülőgépe; Műszaki, Bp., 1994